# Berislav
Berislav (en ucraniano: Берислав, romanizado: Beryslav) es una ciudad ucraniana perteneciente al óblast de Jersón. Situada en el este del país, sirve como centro administrativo del raión de Berislav y centro del municipio (hromada) homónimo.

## Toponimia
El nombre del lugar en ruso es también Berislav (en ruso: Берислав).

## Geografía
Berislav está situada en la margen derecha del río Dniéper frente a Kajovka en la orilla opuesta. Hasta la creación del embalse de Kajovka, la ciudad contenía uno de los cruces históricos sobre el Dniéper. La ciudad está situada a 68 km al nordeste de Jersón.

## Historia
Berislav, uno de los asentamientos más antiguos del óblast de Jersón, a finales del siglo XIV formaba parte del Gran Ducado de Lituania. El Gran Duque Vitautas construyó un castillo aquí, que sirvió como punto aduanero lituano, ya que el bajo Dniéper formaba la frontera lituana.
A mediados del siglo XV, el asentamiento quedó bajo el dominio del kanato de Crimea y, a fines del siglo XVI, los otomanos. Posteriormente la zona fue conocida como la fortaleza turca de Kizikermen o Kazikermen. Kazikermen, junto con las cercanas Islamkermen y Sahinkermen, fueron las fortificaciones principales en el área del bajo Dnieper a partir del siglo XV para el Imperio otomano. Según la leyenda, se extendieron cadenas a lo largo del Dniéper entre las fortificaciones para controlar los viajes a lo largo del río. Aquí también existió uno de los cruces del Dniéper conocido como cruce de Tawan. A fines de agosto de 1695, Kazikermen fue saqueado por los cosacos de Zaporiyia de Iván Mazepa y los cosacos de la Ucrania Libre de Boris Sheremetiev durante las llamadas campañas de Azov.
Por el tratado de Constantinopla de 1700, los otomanos disolvieron las fortificaciones porque ya en 1695 el lugar fue conquistado por Rusia. Más tarde, en el siglo XIX, las ruinas de la fortaleza de Kazikermen fueron completamente limpiadas. Después de su restablecimiento en 1784, el asentamiento pasó a llamarse Berislav.
El 16 de diciembre de 1918, el Hetman de Ucrania Pavló Skoropadski firmó un telegrama en Berislav dirigido a Kiev donde renunció oficialmente a su cargo. 
Berislav tiene estatus de ciudad desde 1938. Durante la Segunda Guerra Mundial, Berislav fue ocupada por la Wehrmacht el 26 de agosto de 1941 y liberada en noviembre de 1943. Cerca de Berislav se creó un campo de concentración para prisioneros de guerra, que albergó a unos 4.000 prisioneros.
Desde agosto de 2016, la ciudad alberga al renovado club de fútbol de la Liga Premier de Ucrania y de la UEFA Europa League, Tavriya Simferopol.
Durante la invasión rusa de Ucrania, Berislav fue conquistada en las primeras fases de la guerra y su alcalde fue secuestrado (liberado el 3 de abril). El 11 de noviembre de 2022 se confirmó que las fuerzas armadas de Ucrania habían tomado Berislav tras la retirada rusa del margen derecho del Dniéper.

## Demografía
La evolución de la población de Berislav entre 1897 y 2022 fue la siguiente:
| 12 149                                                        | 10 507 | 14 587 | 16 337 | 17 523 | 15 455 | 14 527 | 12 828 | 11 895 |
| (Fuente: Cities & Towns of Ukraine y UKRAINE: Größere Städte) |        |        |        |        |        |        |        |        |

Según el censo de 2001, la mayoría de la población son ucranianos (89,4%) pero la ciudad cuenta también una minoría de rusos (8,7%). En cuanto a las lenguas, el idioma ucraniano es muy mayoritario (89,53%) frente al ruso (10,11%).

## Economía
Berislav tiene una industria desarrollada: fábricas mecánicas, de mantequilla y queso, un complejo industrial (producción de ladrillos, tejas y otros materiales de construcción), una planta de procesamiento de alimentos. En enero de 2018 entró en funcionamiento la primera planta de energía solar de la ciudad con una capacidad de 8,2 MW.
En su raión hay cultivos de cereales (principalmente trigo), viticultura, cría de ganado de carne y leche, pesca.

## Infraestructura

### Arquitectura, monumentos y lugares de interés
Un valioso monumento histórico y arquitectónico en Berislav es la iglesia de madera de la Anunciación, fundada en la primera mitad del siglo XVIII en estilo neoclásico. Primero se encontraba en la fortaleza Perevolochnaya, en el cruce del Dniéper, pero en 1782 la iglesia fue transportada a Berislav. En 2022, el templo fue destruido durante la invasión rusa de Ucrania. También hay una pequeña capilla que conmemora a los muertos en la guerra de Crimea.
Cerca de Berislav hay otros lugares importantes del patrimonio cultural ucraniano como el Sich de Kamianska (restos de uno de los asentamientos más importantes de los cosacos de Zaporiyia) y la tumba de Kost Hordienko, uno de sus líderes. Otros lugares de importancia son el monasterio de San Gregorio-Biziuk en Chervony Mayak y los restos de la fortaleza Tyagin.

### Transporte
Berislav tiene conexión por la autopista E58 con Jersón y Nueva Kajovka.

## Galería

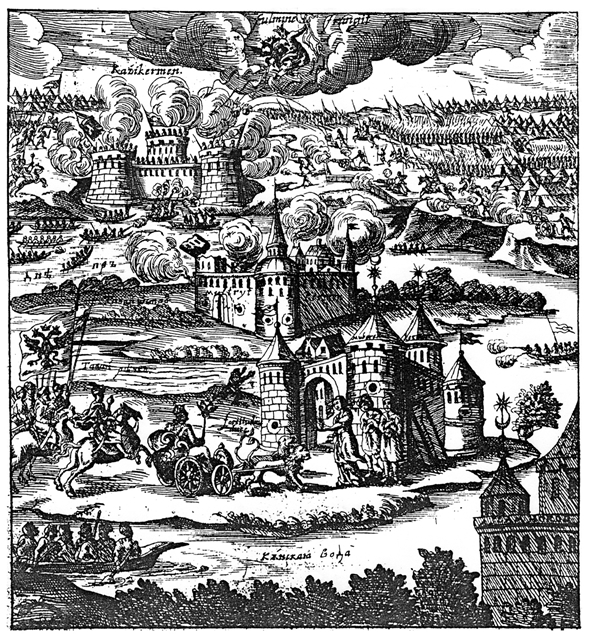
Asedio de Kazi-Kermen (1695).
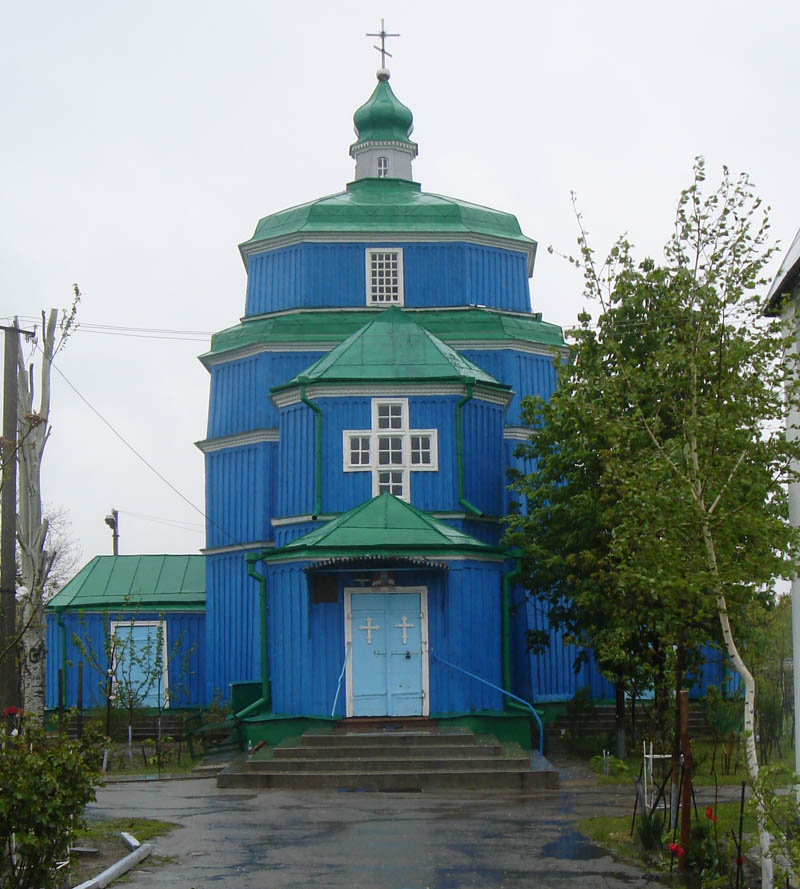
Iglesia de Berislav
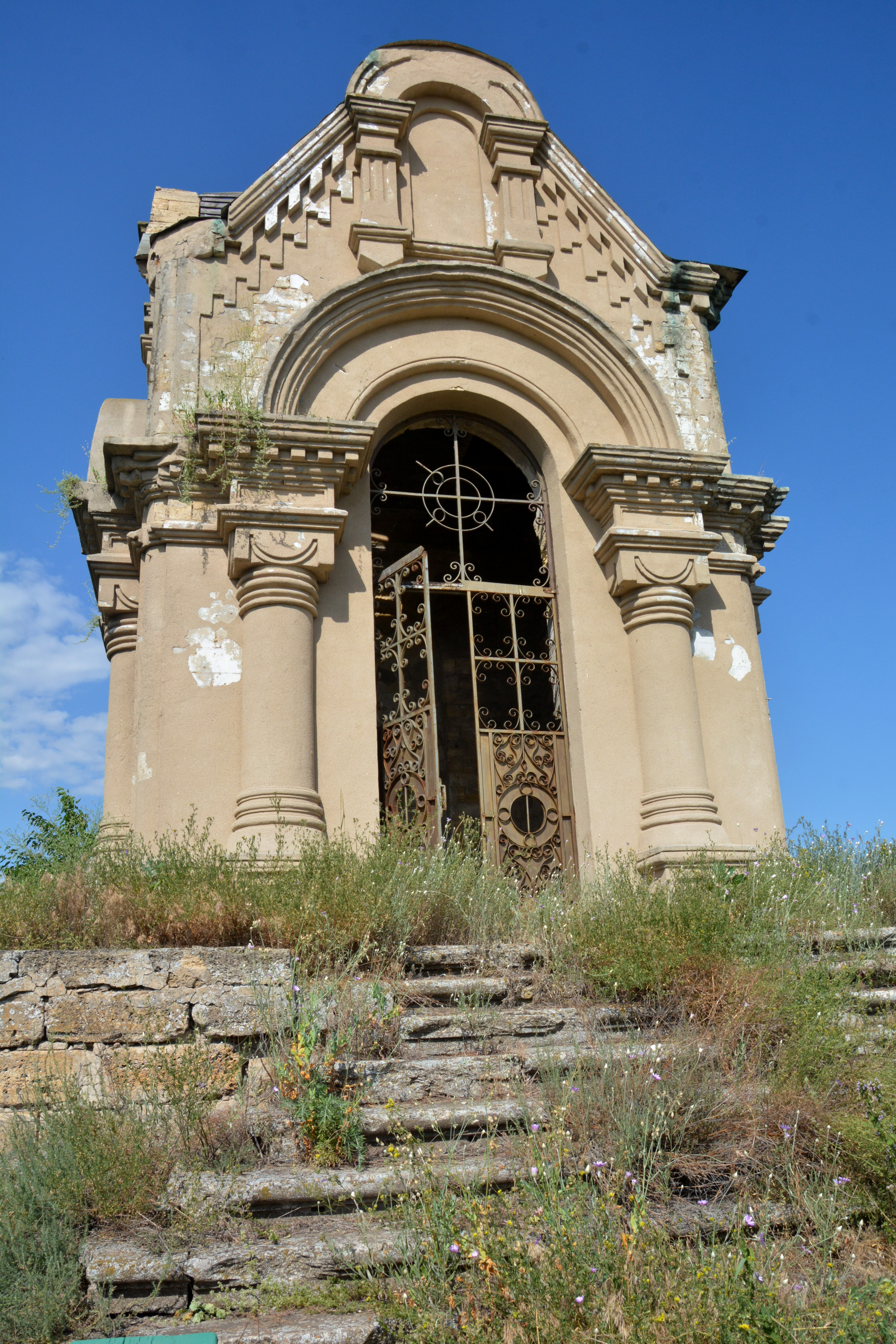
Capilla en honor a la guerra de Crimea
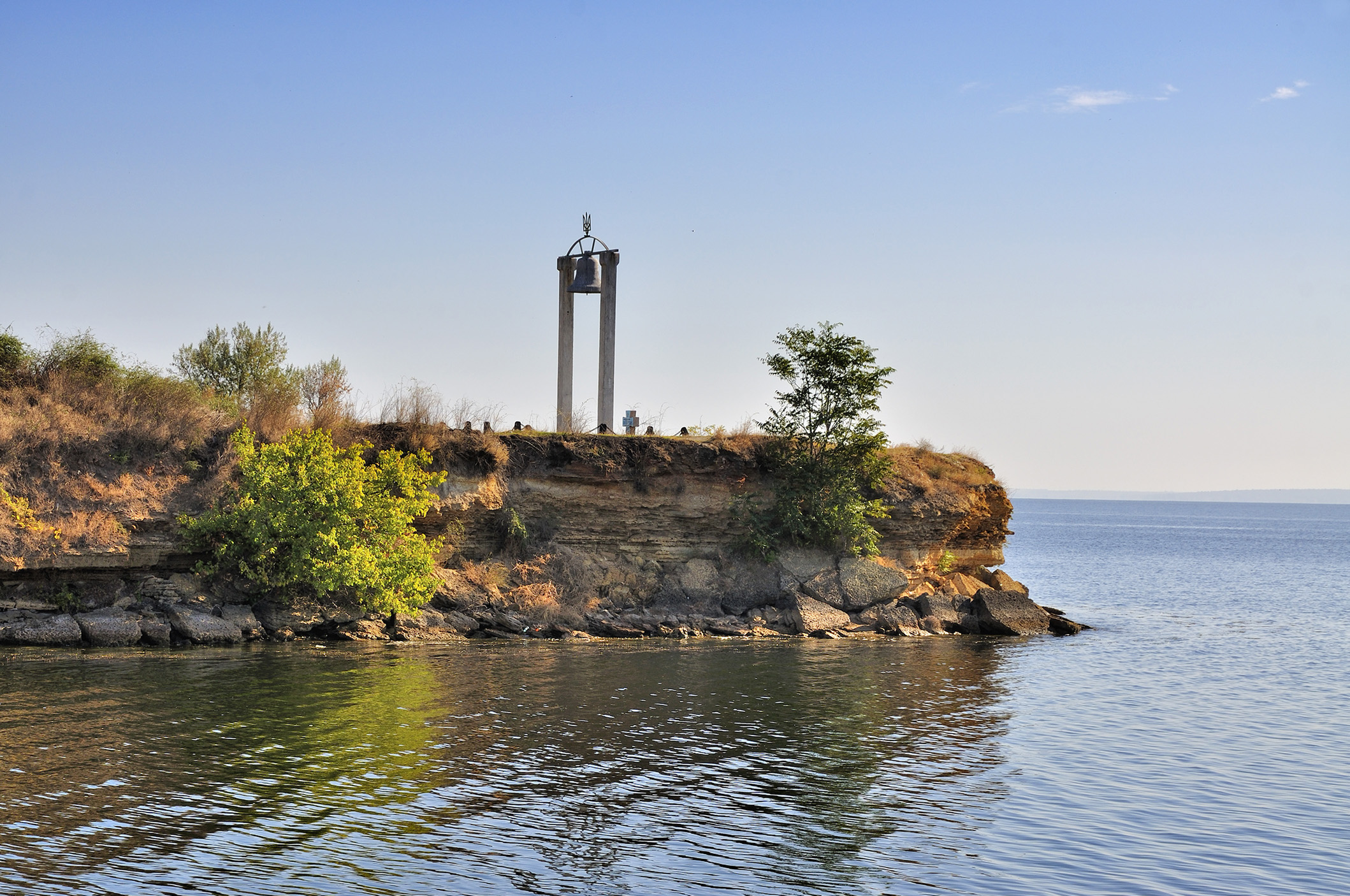
Monumento conmemorativo a los cosacos